# František Házl
František Házl (23. února 1910 Přelouč – ? 1987) byl český fotbalový záložník a trenér.

## Hráčská kariéra
Začínal v SK Pardubice. V československé lize hrál na pozici záložníka za SK Viktoria Plzeň. Debutoval v neděli 22. srpna 1937 v Praze v zápase, v němž se obě prvoligové Viktorie rozešly smírně 0:0. Naposled se v nejvyšší soutěži objevil v neděli 26. září téhož roku v Pardubicích, kde plzeňská Viktoria podlehla domácímu SK 1:2 (poločas 1:0).

### Ligová bilance
| Ročník             | Zápasy | Góly | Minuty | Klub              |
| ------------------ | ------ | ---- | ------ | ----------------- |
| I. liga 1937/38    | 4      | 0    | 360    | SK Viktoria Plzeň |
| CELKEM I. ČS. LIGA | 4      | 0    | 360    |                   |

## Trenérská kariéra
Po skončení hráčské kariéry se stal trenérem. Po druhé světové válce trénoval Slavii České Budějovice, Rudou hvězdu České Budějovice a Duklu Hraničář České Budějovice.